# Nicole Gius
Nicole Gius (* 16. November 1980 in Schlanders) ist eine ehemalige italienische Skirennläuferin aus Südtirol. Sie galt zwischenzeitlich als eine der stärksten Slalomläuferinnen der italienischen Skinationalmannschaft. Zwischen 1999 und 2009 gewann sie siebenmal die italienische Meisterschaft im Slalom, im Weltcup erzielte sie in Slalom und Riesenslalom vier Podestplätze.

## Biografie
Gius stand erstmals im Alter von zwei Jahren unter der Anleitung ihres Vaters auf Skiern. Mit sieben Jahren bestritt sie die ihr erstes Kinderrennen. Zur Ausübung des Sports schloss sie sich dem Ski Club Ortler an. Dort führte sie ihr Trainer Günther Reinstadler bis in die italienische Skinationalmannschaft, der sie ab 1996 angehörte. 1994 gewann Gius den Riesenslalom und den Super-G des Whistler Cups. Die ersten FIS-Rennen fuhr sie im Dezember 1995. Beim Sommertraining 1996 zog sie sich einen Schien- und Wadenbeinbruch zu, worauf sie die gesamte nächste Saison pausieren musste. Im Januar 1998 bestritt sie dann ihr erstes Rennen im Weltcup. Bereits ein Jahr später landete sie beim Slalom von St. Anton erstmals unter den besten Zehn. Im gleichen Jahr gewann sie auch ihren ersten italienischen Meistertitel. Danach stagnierten ihre Leistungen. Schließlich erlitt sie im Jahr 2000 im linken Knie einen Kreuzbandriss.
Mit dem Wechsel zum CS Esercito, der Sportgruppe des italienischen Militärs, belebte Gius ihre Karriere 2001 neu. 2002 erreichte sie bei den Olympischen Winterspielen in Salt Lake City Rang zehn im Slalom. Es folgte 2002/03 ihre erfolgreichste Weltcupsaison: Bei sechs Rennen konnte sie sich unter den besten Zehn platzieren. Dabei gelang ihr mit dem dritten Platz beim Slalom am Semmering ihr erster Podestplatz. Am Ende war sie in der Slalomgesamtwertung mit dem siebten Rang Bestplatzierte der italienischen Mannschaft. In den beiden folgenden Saisons blieb sie trotz einiger guter Resultate hinter ihren Erwartungen zurück. Schließlich verfehlte sie 2006 die Qualifikation für die Olympischen Winterspiele.
Im Weltcupwinter 2006/07 meldete sich Gius wieder mit starken Leistungen zurück. Im Riesenslalom von Kranjska Gora fuhr sie auf den zweiten Platz. Auch in den nächsten beiden Jahren gelang ihr jeweils eine Podestplatzierung. 2006/07 und 2007/08 wurde sie jeweils Zehnte im Riesenslalom-Weltcup. Nachdem sie seit 1999 bereits an fünf Weltmeisterschaften teilgenommen hatte, aber dabei noch kein Spitzenergebnis erreicht hatte, fuhr Nicole Gius 2009 bei ihren Weltmeisterschaften 2009 in Val-d’Isère auf Platz fünf im Slalom. Zum Saisonabschluss gehörte sie dem italienischen Team an, welches am 15. März 2009 in Åre den nur zum Nationencup zählenden Teambewerb vor Österreich und der Schweiz gewann. Bei den Olympischen Winterspielen 2010 in Vancouver erreichte sie Platz acht in dieser Disziplin. Im Weltcup waren in der Saison 2009/10 ebenfalls zwei achte Plätze ihre besten Ergebnisse, im Winter 2010/11 kam sie jedoch nicht über einen 15. Platz hinaus. Bei den Weltmeisterschaften 2011 in Garmisch-Partenkirchen wurde sie 20. im Slalom.
In der Weltcupsaison 2011/12 kam Gius nicht über einen 20. Platz hinaus, weshalb sie wieder vermehrt im Europacup eingesetzt wurde. Vor dem Winter 2012/13 wurde sie nicht mehr für den Nationalmannschaftskader berücksichtigt und fuhr in der Folge nur noch vereinzelt Rennen, im Weltcup zuletzt am 4. Januar 2013 in Zagreb. Ende März 2013 erklärte sie ihren Rücktritt vom Spitzensport.

## Erfolge

### Olympische Spiele
- Salt Lake City 2002: 10. Slalom, 19. Riesenslalom
- Vancouver 2010: 8. Slalom, 20. Riesenslalom

### Weltmeisterschaften
- Vail/Beaver Creek 1999: 22. Slalom
- St. Anton 2001: 26. Slalom
- St. Moritz 2003: 23. Slalom
- Santa Caterina 2005: 14. Slalom, 22. Riesenslalom
- Åre 2007: 12. Slalom, 20. Riesenslalom
- Val-d’Isère 2009: 5. Slalom
- Garmisch-Partenkirchen 2011: 20. Slalom

### Juniorenweltmeisterschaften
- Megève1998: 6. Riesenslalom, 25. Super-G, 35. Abfahrt
- Pra Loup 1999: 6. Slalom, 21. Riesenslalom
- Québec 2000: 6. Slalom, 9. Riesenslalom, 18. Super-G

### Weltcup
- Saison 2002/03: 7. Slalomweltcup
- Saison 2006/07: 10. Riesenslalomweltcup
- Saison 2007/08: 10. Riesenslalomweltcup
- 4 Podestplätze in Einzelrennen
- 1 Sieg bei Mannschaftswettbewerben

### Europacup
- Saison 1997/98: 7. Riesenslalomwertung
- 5 Podestplätze

### Weitere Erfolge
- 7 italienische Slalom-Meistertitel (1999, 2003, 2004, 2005, 2007, 2008, 2009)
- 7 Siege in FIS-Rennen